# Monument sur la tombe du colonel Milovan Nedić à Niš
Le monument sur la tombe du colonel Milovan Nedić à Niš (en serbe cyrillique : Споменик на гробу пуковника Милована Недића у Нишу ; en serbe latin : Spomenik na grobu pukovnika Milovana Nedića u Nišu) se trouve à Niš, dans la municipalité de Palilula et dans le district de Nišava, en Serbie. Il est inscrit sur la liste des monuments culturels protégés de la république de Serbie (identifiant no SK 681),,.

## Présentation
La tombe et le monument du colonel Milovan Nedić (1866-1913) sont situés dans le Vieux cimetière de Niš. Le monument a été érigé vers 1918.
Il se présente comme un pilier rectangulaire massif, reposant sur un piédestal carré ; sur ce piédestal où se trouve la base d'une croix elle aussi massive haute de 2 m, on peut lire « Colonel Milovan Nedić 1866-1913 - La patrie reconnaissante ». Ce monument a été érigé par le gouvernement serbe après la fin de la Première Guerre mondiale.
Pendant la première guerre balkanique, en 1912, le colonel Milovan Nedić a commandé la Deuxième division de la  Morava ; il remporté plusieurs victoires contre les Turcs au Kosovo, s'emparant de Pristina ; il a également occupé Tetovo et Gostivar (aujourd'hui en Macédoine du Nord) ; forts de ces succès, Nedić et sa division ont avancé jusqu'à Bitola, où ils ont résisté à l'attaque principale de l'armée turque menée par Džavif Pacha sur Oblakovo, Gopech et Ǵavato. En 1913, lors de la deuxième guerre balkanique, contre les Bulgares, Nedić a repoussé une brigade de la IVe division bulgare sur le mont Plavica, a traversé la rivière Zletovska et, avec la division Šumadija sous le commandement de Božo Terzić, il a pris la position clé du Rajćanski rid et a ainsi contribué à la percée du front bulgare et au succès serbe lors de la bataille de Bregalnica. Milovan Nedić est mort du choléra à Niš après la fin de la Seconde Guerre des Balkans.